# Wertungstrikot
Ein Wertungstrikot ist ein Fahrradtrikot, mit dem bei Etappenrennen im Radsport der jeweils in einer Wertung führende Teilnehmer ausgezeichnet bzw. für die Zuschauer kenntlich gemacht wird.
Das vermutlich erste Wertungstrikot war das 1919 bei der Tour de France durch Henri Desgrange initiierte Gelbe Trikot. Die Trikots und die damit verbundenen Geldprämien werden oft von Firmen gesponsert. Die Farben der Trikots und die Corporate-Identity-Farben des jeweiligen Sponsors sind oft identisch. So wurde zum Beispiel 1975 für die Bergwertung der Tour de France das rot-gepunktete Trikot kreiert, das von der Schokoladenfabrik Menier gesponsert wurde, deren Schokolade in weißem Papier mit roten Punkten verpackt war. Über die Jahre bleiben die Trikotfarben für eine Wertung nicht immer gleich. So wechselte beispielsweise das Trikot für die Gesamtwertung bei der Vuelta in der Zeit von seiner Einführung 1935 bis zum Jahr 2012 insgesamt neunmal die Farbe: von orange über weiß, orange, rot weiß, gelb, orange, gelb, gold schließlich zu rot. Die längste Zeit davon war es gelb (43-mal) beziehungsweise gold (11-mal). Ab 1998 hatte die Internationale Friedensfahrt für die Einzelwertungen dieselben Trikotfarben wie die Tour de France.
Nach dem Reglement des Weltradsportverbands UCI ist bei internationalen Etappenrennen die Vergabe des Führungstrikots in der Gesamtwertung verbindlich. Abhängig von der UCI-Kategorie des Rennens kann der Veranstalter bis zu drei (UCI WorldTour, UCI Women’s WorldTour, UCI ProSeries und Kategorie 1 der UCI Continental Circuits) bzw. fünf weitere (alle anderen Rennen) Führungstrikots für Sonderwertungen vergeben. Führt ein Fahrer in mehreren Wertungen, so gilt für das Trikot, welches den Gesamtführenden auszeichnet die Priorität vor dem Führungstrikot in der Punktewertung und dann der Bergwertung; weitere Prioritäten bestimmt der Veranstalter. Der Veranstalter kann in diesem Falle von den Nächstplatzierten verlangen, das Wertungstrikot stellvertretend zu tragen, was nicht gilt, wenn dieser Fahrer das Regenbogentrikot des Weltmeisters oder ein Trikot als kontinentaler oder nationaler Meister trägt.
| Rennen                                      | letzter Stand | Wertungstrikots für Einzelwertungen | Wertungstrikots für Einzelwertungen | Wertungstrikots für Einzelwertungen | Wertungstrikots für Einzelwertungen | Wertungstrikots für Einzelwertungen           | Wertungstrikots für Einzelwertungen | Mannschaftswertung           |
| Rennen                                      | letzter Stand | Gesamt                              | Punkte                              | Berg                                | Nachwuchs                           | weitere Wertungstrikots                       | weitere Wertungstrikots             | Mannschaftswertung           |
| ------------------------------------------- | ------------- | ----------------------------------- | ----------------------------------- | ----------------------------------- | ----------------------------------- | --------------------------------------------- | ----------------------------------- | ---------------------------- |
| „Grand Tours“                               |               |                                     |                                     |                                     |                                     |                                               |                                     |                              |
| Tour de France                              | 2019          | Gelbes Trikot seit 1919             | Grünes Trikot seit 1953             | Rot-gepunktetes Trikot seit 1975    | Weißes Trikot seit 1975             | Goldene Rückennummer seit 2003 (bis 2022 rot) | Kämpferischster Fahrer              | Gelbe Rückennummer seit 2006 |
| Giro d’Italia                               | 2020          | Maglia Rosa seit 1931               | Maglia Ciclamino seit 2017          | Maglia Azzurra seit 2012            | Maglia Bianca seit 1976             | −                                             | −                                   | –                            |
| Vuelta a España                             | 2019          | Maillot Rojo seit 2010              | Maillot Verde seit 2009             | Maillot Lunares seit 2010           | Maillot Blanco seit 2019            | Gelbe Rückennummer                            | Kämpferischster Fahrer              | −                            |
| Weitere Rad-Etappenrennen der UCI WorldTour |               |                                     |                                     |                                     |                                     |                                               |                                     |                              |
| Tour Down Under                             | 2015          | ocker                               | blau                                | blau-gepunktet                      | weiß                                | Rote Rückennummer                             | Kämpferischster Fahrer              | −                            |
| Paris–Nizza                                 | 2015          | gelb                                | grün                                | rot-gepunktet                       | weiß                                | −                                             | −                                   | −                            |
| Katalonien-Rundfahrt                        | 2013          | grün-weiß                           | weiß                                | rot                                 | −                                   | blau                                          | Bester Katalane                     | −                            |
| Critérium du Dauphiné                       | 2013          | gelb mit blauem Streifen            | grün                                | rot-gepunktet                       | weiß                                | −                                             | −                                   | −                            |
| Tour de Suisse                              | 2022          | gelb                                | schwarz                             | rot                                 | weiß                                | −                                             | −                                   | −                            |
| Tour de Romandie                            | 2023          | gelb                                | orange                              | cyan                                | weiß                                | Gelbe Rückennummer                            | Kämpferischster Fahrer              | −                            |
| Weitere Rad-Etappenrennen                   |               |                                     |                                     |                                     |                                     |                                               |                                     |                              |
| Deutschland Tour                            | 2019          | rot                                 | grün                                | blau                                | weiß                                | −                                             | −                                   | −                            |
| Österreich-Rundfahrt                        | 2012          | gelb                                | rot                                 | rot-gepunktet                       | gelbe Rückennummer                  | weiß                                          | Bester Österreicher                 | −                            |
| Nicht mehr ausgetragene Rad-Etappenrennen   |               |                                     |                                     |                                     |                                     |                                               |                                     |                              |
| Internationale Friedensfahrt                | 2006          | gelb                                | grün                                | rot-gepunktet                       | weiß                                | −                                             | −                                   | blau                         |
| DDR-Rundfahrt                               | 1989          | gelb                                | rosa seit 1982                      | grün seit 1976, außer 1977 und 1988 | weiß seit 1962                      | violett seit 1966                             | Aktivster Fahrer                    | blau außer 1962              |

Legende: Farbige Rückennummern